# Åbo IP
Åbo IP är en idrottsanläggning placerad intill Högstorp i Växjö. Anläggningen är hemmaarena till division-3 fotbollslaget Växjö Norra IF och är utrustad med 2 11-mannaplaner, 1 9-mannaplan och 2 7-mannaplaner som alla är av 100% gräs.
| Åbo Ip        |                                                                  |
| Plan 1 Åbo IP |                                                                  |
| Placering     | Växjö, Sverige                                                   |
| Ägare         | Växjö kommun                                                     |
| Underlag      | Plan 1: Gräs Plan 2: Gräs Plan 3: Gräs Plan 4: Gräs Plan 5: Gräs |
| Hemmalag      | Växjö Norra IF                                                   |
| Datum         |                                                                  |
| Invigd        | 1900-talet                                                       |

## Aktivitet på Åbo IP
Flera landslag, framförallt damlandslag, som Tyskland, Nordirland och Sverige har gjort sina träningar inför mästerskapen i Sverige på Åbo Idrottsplats. Framförallt gjordes flertalet träningar inför Dam-EM 2013 på anläggningen. 